# Józef Wojciechowski (lekarz)
Józef Wojciechowski (ur. w 1793 na Ukrainie, zm. 7 listopada 1850 w Kazaniu) — polski lekarz, profesor języków: mandżurskiego i chińskiego przy uniwersytecie w Kazaniu.

## Życiorys
Urodził się w 1793 w rodzinie parocha w guberni kijowskiej w powiecie lipowieckim we wsi Cebermanowce. Do szkół chodził w Kijowie, a następnie ukończył petersburską akademię medyczno-chirurgiczną. 
Został mianowany lekarzem przy rosyjskiej misji w Pekinie i mieszkał w Chinach przez dziewiętnaście lat. W czasie pobytu w Chinach nauczył się języka chińskiego oraz mandżurskiego. Zgłębiał również tajniki sztuki lekarskiej zawartej w chińskich dziełach lekarskich. Prowadził również praktykę. Początkowo przyjmowany był z dużą rezerwą. Dzięki swoim umiejętnością wyleczył chińskiego mnicha oraz biskupa katolickiego. Przełomem w jego praktyce było wyleczenie chińskiego duchownego z krwi cesarskiej, którego miejscowi lekarze nie potrafili wyleczyć. Do sławy jego sztuki lekarskiej przyczyniło się również to, że za swoje usługi nie pobierał opłat. Dwór cesarski, chcąc wynagrodzić europejskiego lekarza, ufundował pamiątkową tablicę zamieszczoną w głównej sali misyjnego budynku. Na tablicy znajduje się oświadczenie rządu cesarskiego: „że ten lekarz ma być zwany lekarzem z lekarzy całego świata, i że mu się należy pierwszeństwo, przed wszystkimi jego chińskimi kolegami” oraz napis w języku łacińskim: „Magni principis Choscko Licin - Wang junior frater, medico Josepho Wojciechowski. Anno 1829, 19 Novembris”. 
Po powrocie z Chin został lekarzem przy departamencie spraw azjatyckich. W 1844 dostał nominację na profesora języków mandżurskiego i chińskiego przy uniwersytecie w Kazaniu. Prowadził również praktykę lekarską. Zmarł w Kazaniu 7 listopada 1850. Pozostawił w rękopisie słownik chińsko-mandżursko-rosyjski.